# Municipio de Adams (condado de Wapello)
El municipio de Adams (en inglés: Adams Township) es un municipio ubicado en el condado de Wapello en el estado estadounidense de Iowa. En el año 2010 tenía una población de 708 habitantes y una densidad poblacional de 7,49 personas por km².

## Geografía
El municipio de Adams se encuentra ubicado en las coordenadas 40°56′50″N 92°35′12″O / 40.94722, -92.58667. Según la Oficina del Censo de los Estados Unidos, el municipio tiene una superficie total de 94,54 km², de la cual 94,48 km² corresponden a tierra firme y (0,06 %) 0,05 km² es agua.

## Demografía
Según el censo de 2010, había 708 personas residiendo en el municipio de Adams. La densidad de población era de 7,49 hab./km². De los 708 habitantes, el municipio de Adams estaba compuesto por el 98,45 % blancos, el 0,14 % eran afroamericanos, el 0,71 % eran asiáticos, el 0,42 % eran de otras razas y el 0,28 % eran de una mezcla de razas. Del total de la población el 1,27 % eran hispanos o latinos de cualquier raza.